# Gastronomia del Sàhara Occidental
La gastronomia del Sàhara Occidental comprèn la cuina del Sàhara Occidental, un territori en disputa a la regió del Magrib a l'Àfrica del Nord que limita amb el Marroc al nord, Algèria a l'extrem nord-est, Mauritània a l'est i al sud, i l'oceà Atlàntic a l'oest. La cuina del Sàhara Occidental té diverses influències, ja que la població d'aquella zona (saharauis), en la seva major part és d'origen àrab i berber. La cuina saharaui també està influenciada per la cuina espanyola a causa de la colonització espanyola.
Els aliments s'importen principalment al Sàhara Occidental, ja que les precipitacions mínimes al territori inhibeixen la producció agrícola. Els recursos indígenes d'aliments inclouen les derivades de la pesca i el pastoralisme nòmada. La mà d'obra i els negocis d'aquests subministraments d'aliments autòctons també són un contribuent principal d'ingressos per a la població del territori i es troben entre els principals contribuents a l'economia del Sàhara Occidental.
Un dels aliments bàsics més importants és el cuscús, que sovint acompanya d'una manera o altra tots els plats. Les influències de la cuina del sud fan que els cacauets siguin un acompanyament en alguns plats.
Pel que fa a la carn, els sahrauis afavoreixen la de camell i de cabra; no es menja carn de porc, ja que no és halal; també destaca la de xai. Algunes tribus són famoses per conrear blat, ordi i cereals en general.
Algunes fruites i verdures es conreen en oasis que es troben dispersos pel territori.

## Aliments i plats habituals

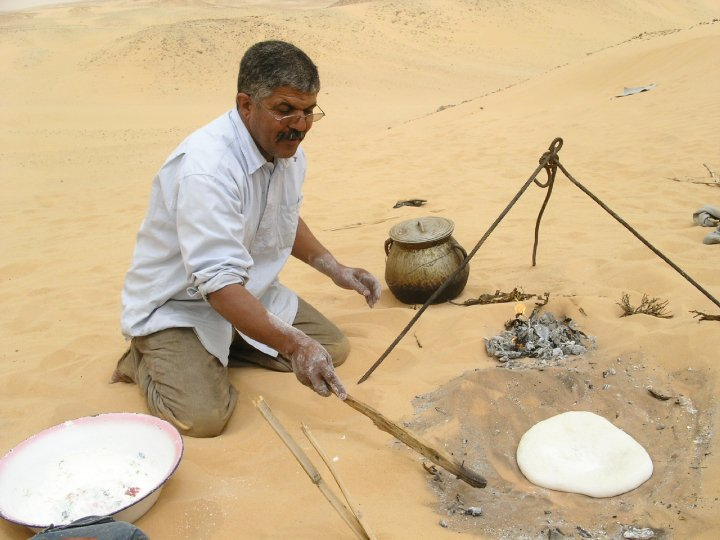
Pa saharaui

Essent gairebé totalment nòmades, les tribus saharianes basaven la seva dieta en carn, llet i derivats lactis. Les tribus costaneres van afegir plats de peix i arròs
- Cuscús, pasta de farina, amb carn i verdures[3][4]
- Tagín, carn de camell, fet únicament de dromedaris[5][6][7]
- Carn de cabra[7]
- Mreifisa, un plat tradicional de la regió, que és un guisat preparat amb carn de conill, xai o camell, ceba i all, servit damunt de pa sense llevat cuit a la sorra.[8]
- Ezzmit, cereals
- El aych, cereals amb llet
- Arroz con pescado
- Diversos tipus de rostits

## Begudes

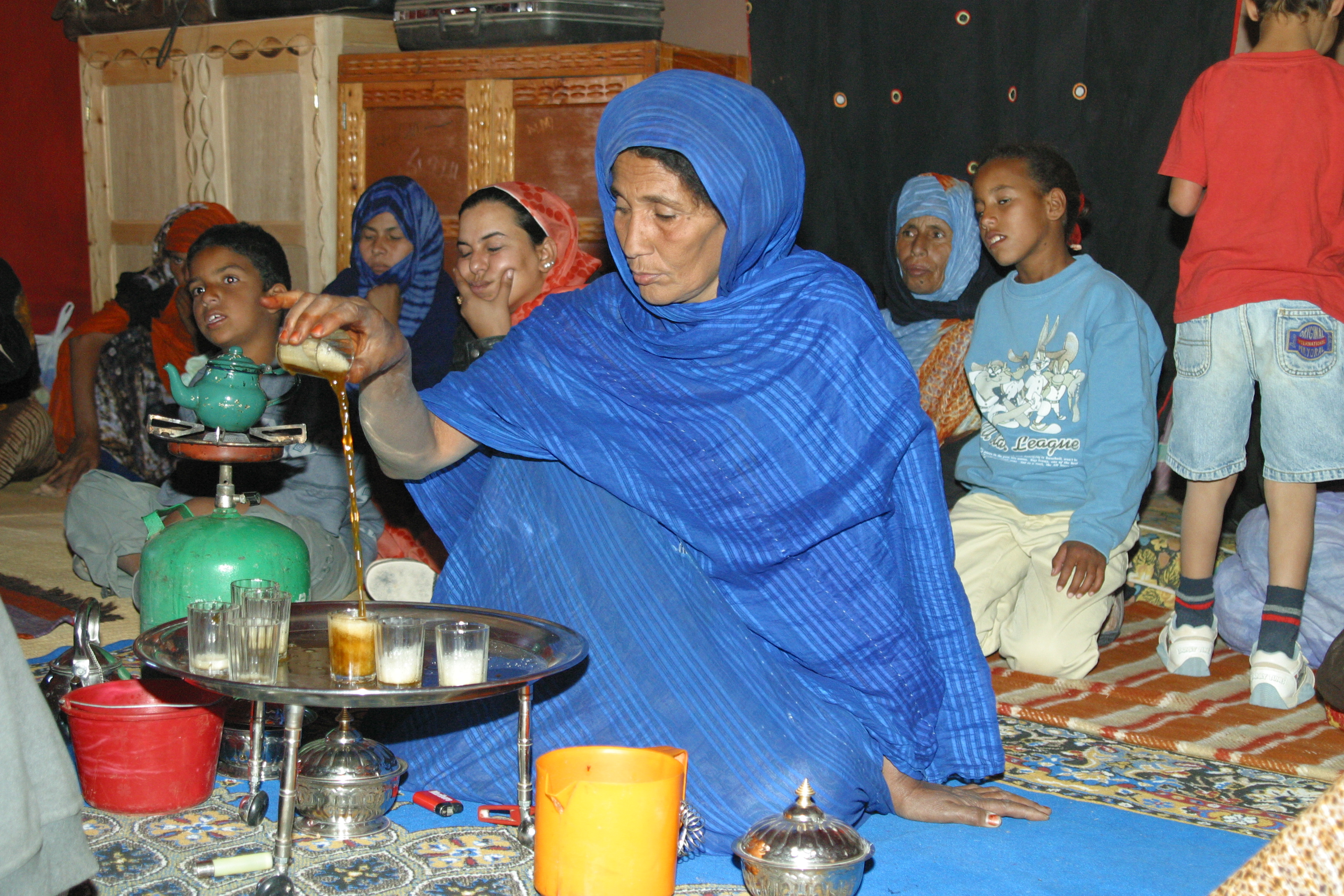
Te saharaui

- El te és més que una beguda per al poble saharaui. És una manera de trobar-se amb amics i familiars per compartir moments de conversa i amistat. Normalment segueix un ritual, en el qual es prenen tres vasos. En aquest sentit, hi ha un comentari popular: "El primer got de te és amarg com la vida, la segona tassa dolça com l'amor i la tercera suau com la mort".[3]
- Llet de camell, munyida únicament de dromedaris[9]
- Llet de cabra[10]